# La espada del destino
La espada del destino (Polaco:Miecz przeznaczenia) es una colección de cuentos del autor polaco Andrzej Sapkowski. Es el segundo libro en La saga del brujo de Andrzej Sapkowski en términos de una cronología interna, a pesar de que la edición original polaca se publicó en 1992, antes de El Último Deseo (pero después del libro Wiedźmin). Algunas de las historias individuales fueron publicadas primero por la revista Fantastyka.
El libro se ha traducido a checo, ruso, lituano, alemán, español, francés y eslovaco. La editorial de la edición en inglés de los libros del Brujo decidieron saltarse La espada del destino y publicar La sangre de los elfos (la primera novela de La saga del brujo) directamente después de El Último Deseo, a pesar de que las historias cortas en esta colección tienen lugar anteriormente e introduce algunos de los personajes que se convertirán en personajes principales en las novelas.

## Historias incluidas
- Las fronteras de lo posible (Granica możliwości)
- Esquirlas de hielo (Okruch lodu)
- Fuego eterno (Wieczny ogień)
- Un pequeño sacrificio (Trochę poświęcenia)
- La espada del destino (Miecz przeznaczenia)
- Algo más (Coś więcej)